# Florian Keller (hockey sur gazon, 1981)
Pour les articles homonymes, voir Florian Keller.
Florian Keller, né le 3 octobre 1981 à Berlin, est un joueur allemand de hockey sur gazon.
Il fait partie de l'équipe d'Allemagne de hockey sur gazon sacrée championne olympique aux Jeux d'été de 2008 à Pékin.
Il est le frère d'Andreas et Natascha Keller, le fils de Carsten Keller et le petit-fils d'Erwin Keller, qui sont tous médaillés olympiques en hockey sur gazon.